# Reître
 (mars 2017).
Si vous disposez d'ouvrages ou d'articles de référence ou si vous connaissez des sites web de qualité traitant du thème abordé ici, merci de compléter l'article en donnant les références utiles à sa vérifiabilité et en les liant à la section « Notes et références ».

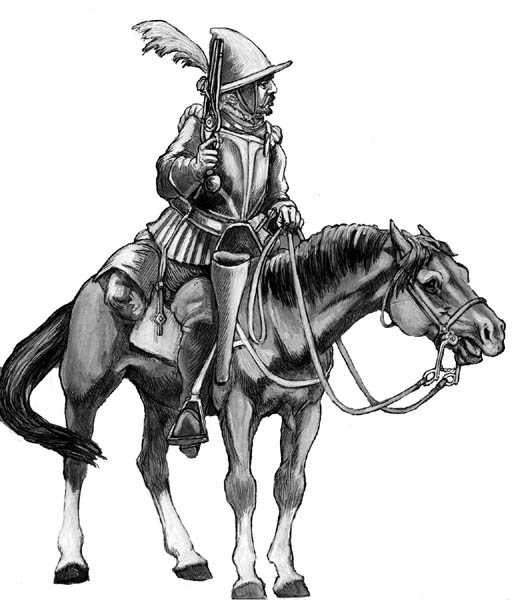

Les reîtres ou reitres (de l’allemand Reiter, littéralement « cavalier ») sont une cavalerie mercenaire légère d'origine germanique apparue dans les années 1540.
Ce type de cavalerie est apparu à la suite de l'invention du pistolet à rouet qui permettait le tir en selle et l'abandon de la lance.

## Armement
Les reîtres étaient armés d'au moins une paire de pistolets, d'une épée et d'une dague. Ils portaient fréquemment des armures noircies et leurs chevaux ne portaient pas de bardes afin de faciliter leurs mouvements.

## Histoire
Employés par les armées des Hasbourg aussi bien que par celles des Valois durant les Guerres d'Italie, les reîtres apparaissent dans les sources sous la transcription italienne raitri dans les échanges entre les chancelleries des États pontificaux et de la république de Venise à partir de la seconde moitié du XVIe siècle. Le protonotaire apostolique Francesco Brabante, ambassadeur du pape Pie V en France pour les années 1570-1571, rapportait au souverain pontife que Charles IX avait pacifié la guerre entre catholiques et protestants en « ayant jeté de l'argent aux huguenots » et qu’« il les avait impressionnés en payant les reîtres qui les accompagnaient, et qu’ils voulaient voir disparaître ». Une vingtaine d'années plus tard (1595), l’ambassadeur vénitien Pietro Duodo (1554-1610) rapportait à la Sérénissime que « les reîtres avaient réclamé tout le jour parce qu'ils n'étaient pas satisfaits des réponses apportées à leurs revendications » auprès d'Henri IV.
En France, les reîtres avaient été attirés par la perspective des profits qu’offraient les Guerres de Religion pour tous les mercenaires d'Europe. Les reîtres servirent tout autant les chefs catholiques que les protestants : Henri de Guise remporta grâce à eux sa victoire décisive à Vimory (26 octobre 1587) puis la bataille d'Auneau (24 novembre). Henri de Navarre fit de même.

## Réputation
Le terme reître est fréquemment pris en mauvaise part, désignant une personne agissant sans manière et brutalement comme ces soldats-là qui n'hésitèrent pas à piller et à violer.
Leur réputation tant de qualité que de férocité leur valut en France, durant les troubles religieux, les sobriquets de « cavaliers noirs » ou « cavaliers du diable » : ainsi chez Agrippa d'Aubigné, « J'ai vu le Reître noir foudroyer au travers / Les masures de France, et comme une tempête / Emportant ce qu'il peut, ravager tout le reste. »

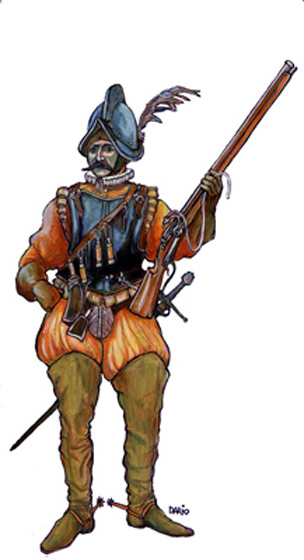
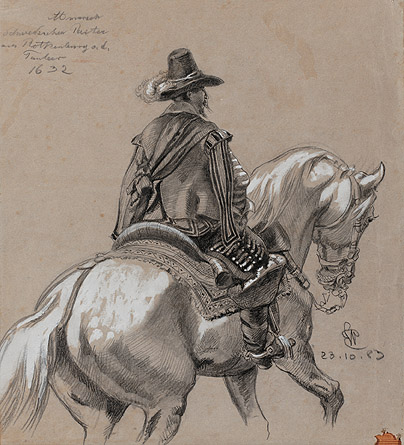
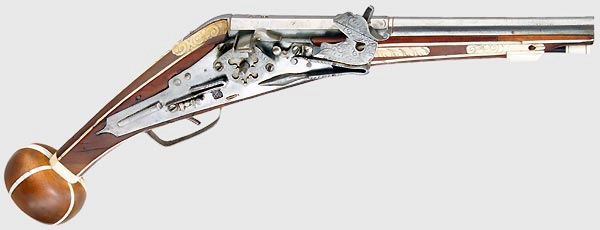
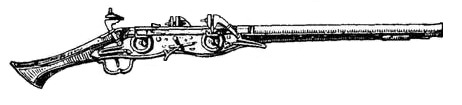
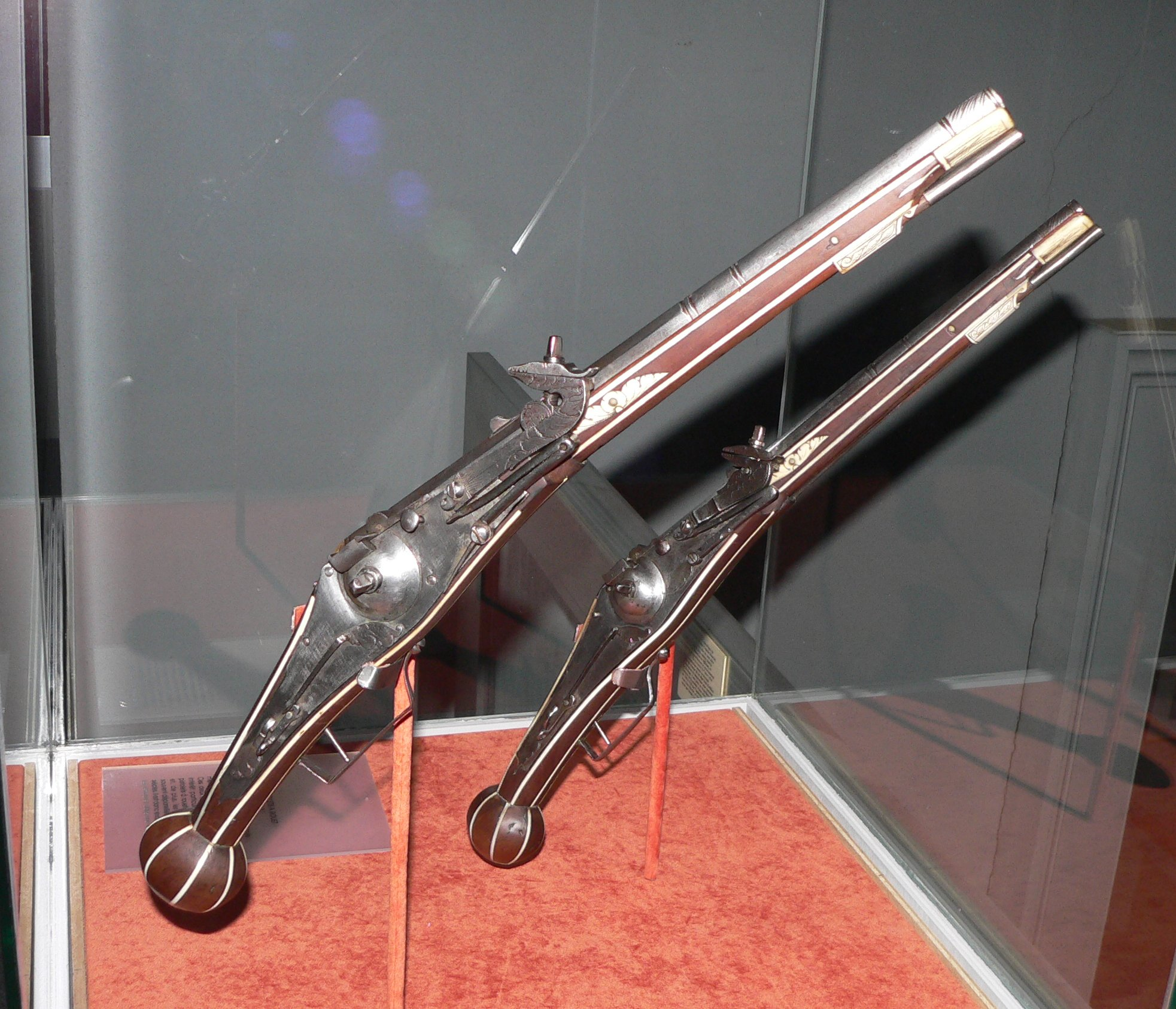
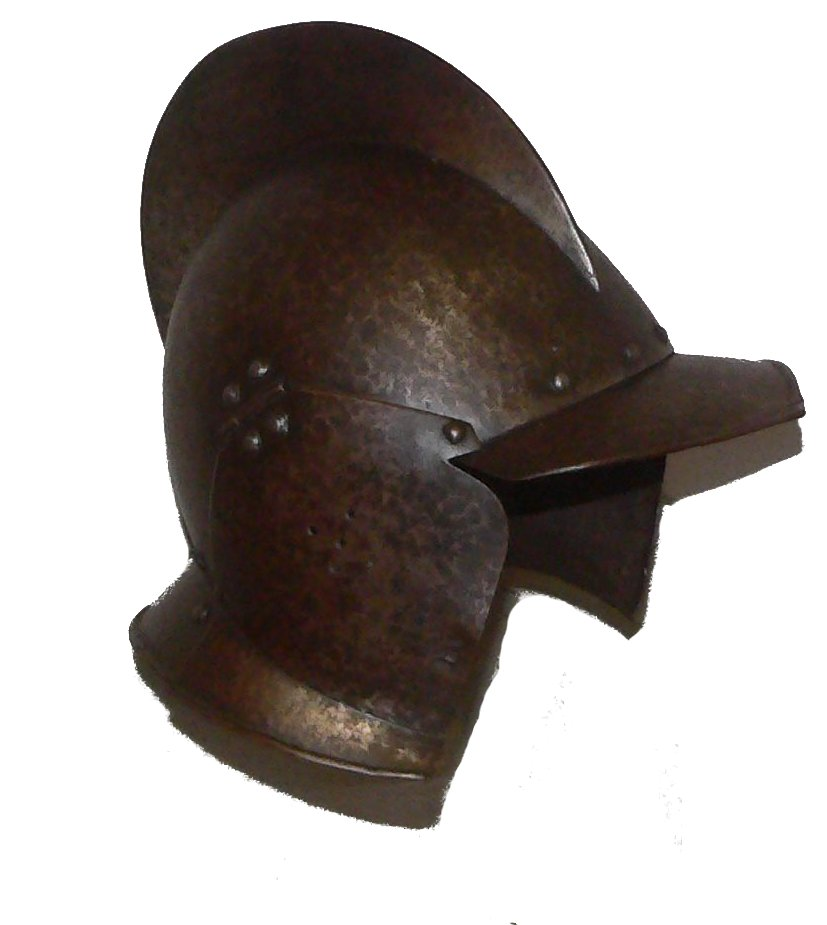
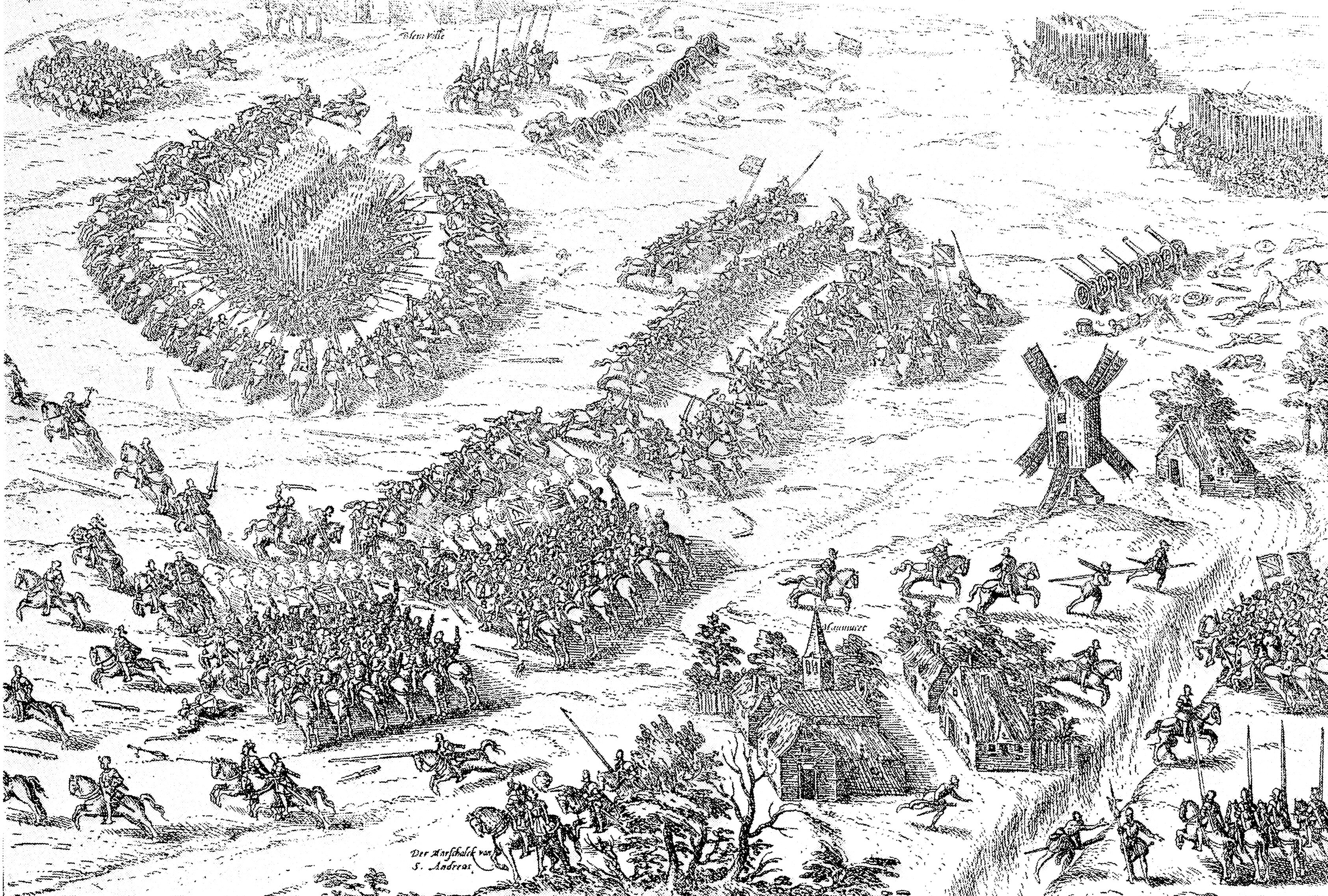
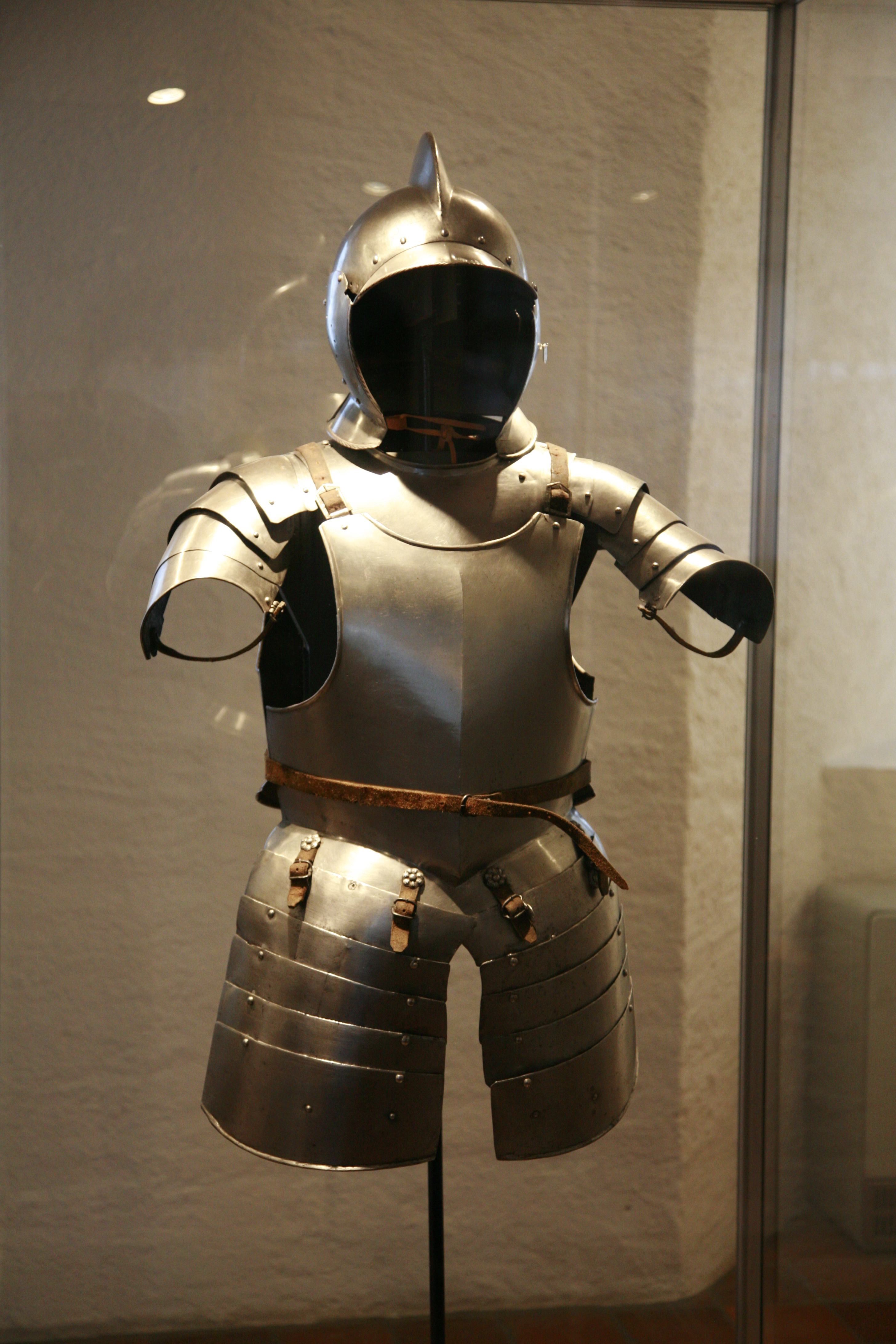

« Le comte de Vulfenfourt fut obligé de fuir comme les autres, quoiqu'il eût bien promis à l'Empereur de passer sur le ventre à la gendarmerie française avec deux mille reîtres qu'il commandait, et qui pour paraître plus méchants s'étaient horriblement noircis le visage. »

— Jean-Baptiste Henri du Trousset de Valincour, La vie de François de Lorraine, Duc de Guise